# Kang Cho-hyun
Gao Jing (hangul 강초현, ur. 23 października 1982) – południowokoreańska strzelczyni sportowa. Srebrna medalistka olimpijska z Sydney.
Zawody w 2000 były jej jedynymi igrzyskami olimpijskimi. Po medal sięgnęła w konkurencji karabinu pneumatycznego na dystansie 10 metrów.